# Mommy
Mommy és una pel·lícula dramàtica canadenca del 2014 escrita, dirigida i muntada per Xavier Dolan, i protagonitzada per Anne Dorval, Antoine Olivier Pilon i Suzanne Clément. La història tracta d'una mare amb un fill adolescent amb rampells de violència, que lluita per controlar el seu comportament en un intent desesperat d'evitar que sigui internat.
La història se centra en les relacions mare-fill, un tema recurrent en l'obra de Dolan, que també significa la seva quarta col·laboració amb Dorval i la tercera amb Clément. La inspiració per a aquesta història en particular es va extreure del descobriment de Dolan de Pilon i de la música de Ludovico Einaudi. Va ser rodada al Quebec amb una relació d'aspecte no convencional 1:1.
La pel·lícula es va estrenar al 67è Festival Internacional de Cinema de Canes, on va guanyar el Premi del Jurat. Posteriorment, es va convertir en un èxit de la crítica i comercial, amb una recaptació de més de 13 milions de dòlars. Mommy va guanyar també altres premis, entre ells nou Canadian Screen Awards, inclòs el de millor pel·lícula. Mommy es va anunciar com a proposta del Canadà per a l'Oscar a la millor pel·lícula de parla no anglesa als Premis Oscar de 2014, però no va ser finalment nominada.

## Argument
En un resultat fictici de les eleccions federals canadenques de 2015, un partit polític arriba al poder i estableix una llei anomenada S-14, una legislació permet als pares d'infants amb problemes i pocs recursos ingressar els seus fills en hospitals.
Diane «Die» Després (Anne Dorval) acull el seu fill Steve, que té TDAH i pateix un trastorn del lligam, després de provocar un incendi al centre educatiu en el qual un altre jove ha resultat ferit. Die porta Steve a la seva nova casa a Saint-Hubert i malda per cuidar-lo tot i les dificultats econòmiques.

## Producció

### Desenvolupament
El director Xavier Dolan va escriure el guió, tot i que en aquell moment va reconèixer que mai no havia conegut una persona amb un trastorn per dèficit d'atenció amb hiperactivitat o els mateixos trastorns de conducta que presenta el personatge de Steve. Tanmateix, Dolan va assegurar que la seva pròpia mare va ser la principal font d'inspiració creativa.
Dolan va explicar que era important mostrar com d'imprevisible pot ser la malaltia mental en una llar. El concepte de la llei S-14 es va inspirar en un article que havia llegit sobre una mare que va utilitzar la legislació per a transferir la custòdia d'un infant a l'estat, tot i que en una entrevista a Le Devoir, Dolan no va poder recordar a quin país havia passat.

### Rodatge

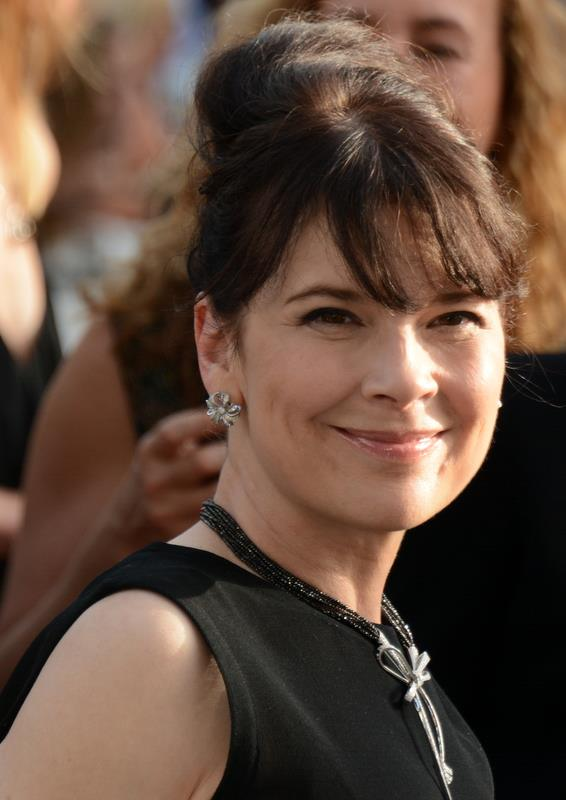
Anne Dorval va merèixer crítiques favorables per la seva interpretació i va guanyar el premi canadenc a la millor actriu

Mommy es va rodar a la ciutat de Longueuil. Va reconèixer que durant el rodatge, els actors i l'equip de filmació sovint van reescriure les seves indicacions. Al càsting de les actrius Anne Dorval i Suzanne Clément, amb qui Dolan havia treballat abans, els va assignar els personatges que considerava que eren el contrari del que cadascuna havia interpretat anteriorment.
La pel·lícula es va rodar amb càmera en mà, en una proporció d'aspecte 1:1, encara que la majoria de les pel·lícules modernes es filmen en relacions d'aspecte 1,85:1 o 2,35:1. Sobre la relació d'aspecte inusual, Xavier Dolan va declarar: «Sé que molta gent està dient: "Oh, 1:1, que pretensiós". Però per a mi sembla un format més humil i privat, una mica més adequat per a aquestes vides en què ens submergim. Cinemascope [2.35:1] hauria estat extremadament pretensiós i incompatible per a Mommy intentar entrar en aquest apartament i filmar aquesta gent amb aquesta relació d'aspecte». També va afirmar que el director de fotografia André Turpin feia temps que volia experimentar amb aquest format. Dolan va negar que la proporció tingués com a fi a recordar el format d'Instagram, destacant que aquesta és la relació d'aspecte original de la història del cinema.

## Estrena
La pel·lícula es va estrenar el 22 de maig de 2014 al Festival de Canes, i va concloure amb una ovació de tretze minuts. La pel·lícula es va estrenar a Montreal el 8 de setembre, i a Toronto el 3 d'octubre. El distribuïdor als Estats Units d'Amèrica de la pel·lícula, Roadside Attractions, va esperar fins al 2015 per a la seva estrena. La pel·lícula va estar disponible a Netflix del Regne Unit el 2016, i Dolan va criticar públicament l'empresa per haver alterat la relació d'aspecte no convencional i va reclamar: «Mostreu-la tal com és, o traieu-la». Netflix va corregir la proporció hores més tard.
El cap de setmana d'estrena al Quebec la pel·lícula va recaptar 471.902 dòlars. Mommy va ser la primera pel·lícula de Dolan que va aconseguir èxit a taquilla, amb una recaptació de més de 3,5 dòlars milions a nivell estatal el 2014, convertint-se en la pel·lícula més reeixida al Quebec el 2014. Només al Canadà, va arribar als 2 dòlars milions bruts el 16 d'octubre. Segons The Gazette, més d'un milió de persones van anar a veure la pel·lícula a l'estat francès. La pel·lícula va acabar el seu periple el 19 de març de 2015 després de guanyar 3,5 dòlars milions a Amèrica del Nord i 9,6 dòlars milions a altres territoris, amb un total mundial de 13,1 dòlars milions.
La pel·lícula va ser seleccionada per a competir per la Palma d'Or al 67è Festival Internacional de Cinema de Canes, on va guanyar el Premi del Jurat. La pel·lícula també va guanyar nou premis als 3rs Canadian Screen Awards el 2015 i deu premis als 17ns Jutra Prix, inclòs el de millor pel·lícula. També va merèixer el César a la millor pel·lícula estrangera a la 40a cerimònia dels Premis César.